# José Nambi
José Nambi (Chinjenje, Angola, 5 de junho de 1949 - Cuíto, 31 de outubro de 2022) foi bispo do Cuíto-Bié.
José Nambi recebeu o Sacramento da Ordem em 15 de agosto de 1976.
Em 15 de dezembro de 1995, o Papa João Paulo II o nomeou Bispo Coadjutor de Cuíto-Bié. O Núncio Apostólico em Angola, Dom Félix del Blanco Prieto, o consagrou em 17 de março de 1996; co-consagrantes foram o Bispo de Benguela, Oscar Lino Lopes Fernandes Braga, e o Bispo de Cuíto-Bié, Pedro Luís António.
A 15 de janeiro de 1997, José Nambi tornou-se Bispo de Cuíto-Bié, sucedendo a Pedro Luís António, que renunciou por motivos de idade.